# Aumsville
Aumsville é uma cidade localizada no estado norte-americano de Oregon, no Condado de Marion.

## Demografia
Segundo o censo norte-americano de 2000, a sua população era de 3003 habitantes. 
Em 2006, foi estimada uma população de 3330, um aumento de 327 (10.9%).

## Geografia
De acordo com o United States Census Bureau tem uma área de 
2,1 km², dos quais 2,1 km² cobertos por terra e 0,0 km² cobertos por água.

## Localidades na vizinhança
O diagrama seguinte representa as localidades num raio de 12 km ao redor de Aumsville. 